# Пауэр, Чарльз
Чарльз Фредерик Пауэр (англ. Charles Frederick Power; 26 августа 1878, Кунур, Британская Индия — 26 марта 1953, Бландфорд-Форум) — ирландский хоккеист на траве, нападающий. Серебряный призёр летних Олимпийских игр 1908 года.

## Биография
Чарльз Пауэр родился 26 августа 1878 года в городе Кунур в Британской Индии (сейчас в Индии).
Играл в хоккей на траве за дублинскую команду «Три Рок Роверз».
В 1908 году вошёл в состав сборной Ирландии по хоккею на траве на летних Олимпийских играх в Лондоне и завоевал серебряную медаль, которая пошла в зачёт Великобритании, в состав которой тогда входила Ирландия. Играл на позиции нападающего, провёл 2 матча, забил 1 мяч в ворота сборной Уэльса.
Умер 26 марта 1953 года в британском городе Бландфорд-Форум.